# 狐狸和貓
狐狸和貓（義大利語：Il gatto e la volpe）是義大利童話《木偶奇遇記》中的一對虛構角色。二者均為騙子，都假扮為殘疾者（狐狸跛足而貓瞎眼）來博取路人的同情與救濟。

## 角色
狐狸和貓初次登場是在皮諾丘離開木偶劇院準備返家的時候，正當皮諾丘離開劇院沒多久便遇見狐狸和貓，狐狸和貓聲稱在奇蹟之地種金幣便可長出充滿金幣的樹，令皮諾丘信以為真，一隻鳥試圖提醒皮諾丘不要上當，卻被貓給吃掉。
兩者欺騙皮諾丘來到紅龍蝦旅店消費，並騙取他的金幣吃了頓晚餐。牠們設計綁架皮諾丘以搶奪剩餘的四枚金幣，甚至企圖要將皮諾丘給吊起來，卻因藍仙女的搭救而失敗告終。過程中皮諾丘雖然咬傷貓的手，但並未看清楚是誰拐走他。次日狐狸和貓再度找上皮諾丘，讓他把剩餘四枚金幣種在奇蹟之地內，然後趁著皮諾丘不注意時偷走金幣。
後來皮諾丘和傑佩託先生從海上歷劫歸來，準備尋覓新住處時遇見已經變得落魄的兩者，狐狸不但變成跛足，毛髮變得稀疏無幾，連尾巴也被砍掉來換錢，而貓亦是真的雙眼失明。兩者試圖向皮諾丘和傑佩託先生祈求給予食物或金錢，但是皮諾丘因為先前的經歷認清了兩者的品格，認為牠們罪有應得而拒絕再幫助牠們。

## 靈感
據歷史學家朱塞佩·加爾巴里諾（Giuseppe Garbarino）說，狐狸和貓的角色來自於當時盜賊的綽號，他們總是將贓物埋在墳墓裡。

## 改編版本

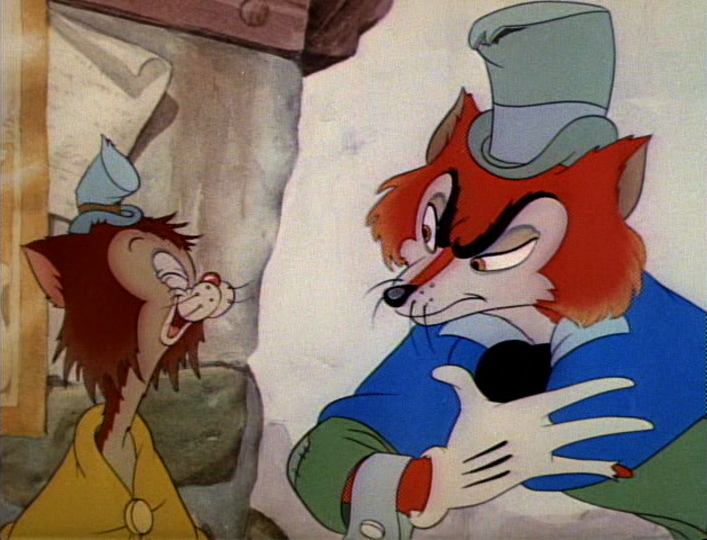
動畫《木偶奇遇記》中的狐狸和貓

在1940年迪士尼動畫《木偶奇遇記》中，狐狸名為John Worthington Foulfellow（Honest John），貓則名為Gideon。在動畫中老實約翰是一隻心懷不軌、狡詐、貪婪愚蠢的狐狸，總是喜歡欺騙與誤導別人，還會展現出愚蠢、可笑的模樣。而基甸一隻矮小纖細、笨手笨腳、糊里糊塗的野貓。
動畫中老實約翰與基甸是總是喜歡欺騙與誤導別人藉此博取他們的同情為生的欺騙專家，他們在認識皮諾丘沒多久誘導他並「賣給」木偶師史壯波雷，然后協助心懷不軌的馬車夫去招集些許多怠惰、不守規矩、貪玩、不受管束、粗質無理、翹課、愚笨、或是做出些不良行徑等的男孩(包括想要自由=且不被管束的藍普維克與才剛離開史壯波雷沒多久卻又被誘拐的皮諾丘也在內)，然後「邀請」他們前往被施展魔咒的「娛樂島」來獲得些玩耍時刻和做些非法行徑等的娛樂行為，然後在不知情的狀態下使用含有變成驢子的藥物的東西，等到所有人全都變成驢子後再將他們帶去遠處去販賣給礦坑、市集、馬戲團等地方做些拉車與耕田等苦勞。